# Пол Дејно
Пол Дејно (енгл. Paul Dano; Њујорк, 19. јун 1984) амерички је глумац и продуцент. Каријеру је започео 2000. у филмовима независне продукције. Широј публици је постао познат захваљујући улогама у филмовима Мала мис Америке и Биће крви.